# Gojira (formație)
Gojira este o formație heavy metal franceză, originară din Ondres, de lângă Bayonne, sud-vestul Franței. Înființată în 1996, formația era cunoscută ca Godzilla până în 2001. Gojira e compusă din Joe Duplantier – vocal și chitară ritmică, fratele său Mario Duplantier la baterie, Christian Andreu la chitară solo, și Jean-Michel Labadie la chitară bas. Începând cu primul lor album de studio, Gojira nu și-a schimbat componența, lansând 6 albume de studio și două DVD-uri în concert. Ei sunt cunoscuți pentru tematica lirică a mediului ambiant și au evoluat de la "cea mai mare obscuritate", de a fi menționați în mod regulat printre liderii genului parveniților noului mileniu, conform Allmusic.

## Membrii formației
Membri actuali
- Joe Duplantier − vocal, chitară (1996–prezent)
- Mario Duplantier − baterie, percuție (1996–prezent)
- Christian Andreu − chitară (1996–prezent)
- Jean-Michel Labadie − chitară bas (2001–prezent)

Foști membri
- Alexandre Cornillon − chitară bas (1996–2001)[2][3]

## Discografie
Albume de studio
- Terra Incognita (2001)
- The Link (2003)
- From Mars to Sirius (2005)
- The Way of All Flesh (2008)
- L'Enfant Sauvage (2012)
- Magma (2016)
- Fortitude (2021)